# Ho perso le parole
Ho perso le parole è un brano musicale scritto da Luciano Ligabue, estratto come primo singolo dalla colonna sonora del film Radiofreccia del 1998.

## Descrizione
La canzone è il tema principale nella colonna sonora del film Radiofreccia del 1998, prima esperienza da regista di Ligabue.
Dovrebbe adattarsi a qualsiasi scena del film e andare oltre parlando di una presunta storia d'amore.
Al Premio Italiano della Musica del 1999 è stata votata "Miglior canzone dell'anno".

## Il video musicale
Diretto da Francesco Fei, utilizza alcune sequenze del film.
- Videoclip ufficiale, su YouTube. URL consultato il 25 gennaio 2015.

Il videoclip è disponibile sul DVD del film Radiofreccia (Medusa, catalogo 8010020066483) e nelle raccolte, sempre in DVD, Secondo tempo del 2008 e Videoclip Collection del 2012, quest'ultima distribuita solo nelle edicole.

## Tracce
Singolo 7" promo per jukebox (WEA Italiana, PROMO 569)
1. Ho perso le parole – 4:29 (Luciano Ligabue)

CD singolo (WEA Italiana 3333000742)
1. Ho perso le parole – 4:38

## Formazione
- Luciano Ligabue - voce

### La Banda
- Mel Previte - chitarra elettrica, chitarra acustica
- Federico Poggipollini - chitarra
- Antonio Righetti - basso
- Roberto Pellati - batteria

## Classifiche
| Classifica (2006) | Posizione massima |
| ----------------- | ----------------- |
| Italia            | 47                |